# خانه اپرای هانوی
خانه اپرای هانوی (به ویتنامی: Nhà hát lớn Hà Nội) یک اپرا در مرکز شهر هانوی، ویتنام است. بلندی ساختمان آن به ۳۴ متر می‌رسد.